# 西芝電機
西芝電機株式会社（にししばでんき）は、発電システムや船舶用の電気システムを製造する企業。東芝グループに属する。
会社名は「西日本の東京芝浦」の略であるため読みは「とうしば」に対する「せいしば」ではなく「にししば」となる。

## 概略
第二次世界大戦後、財閥解体を目的に発布された過度経済力集中排除法により、1950年（昭和25年）2月に東京芝浦電気（現・東芝）網干工場とその従業員を継承して分離独立した。
ディーゼルやガスエンジンの発電設備の生産を得意としており、国産初の船舶用自励式交流発電機やブラシレス発電機などを完成させた。
現在も東芝グループの一員であり、役員などは東芝から迎え入れている。

## 沿革
- 1950年（昭和25年）
  - 2月 - 東京芝浦電気株式会社（現・株式会社東芝）網干工場の設備、人員を継承して西芝電機株式会社を設立 。
  - 3月 - 東京営業所（現・東京支社）開設。
- 1952年（昭和27年）10月 - 大阪営業所（現・関西支社）開設。
- 1965年（昭和40年）3月 - 播西電業株式会社（西芝サテック株式会社。旧・連結子会社）を設立。
- 1969年（昭和44年）2月 - 尾道出張所開設。
- 1973年（昭和48年）4月 - 大阪証券取引所市場第二部に株式を上場。
- 1974年（昭和49年）1月 - 広島出張所（現・中国支社）開設。
- 1974年（昭和49年）4月 - 東京証券取引所市場第二部に株式を上場。
- 1975年（昭和50年）2月 - 福岡出張所（現・九州支店）開設。
- 1978年（昭和53年）4月 - 西芝エンジニアリング株式会社（現・連結子会社）を設立。
- 1987年（昭和62年）
  - 3月 - 尾道出張所を広島営業所（現・中国支社）に統合。
  - 4月 - 名古屋営業所（現・中部支店）開設。
- 1989年（平成元年）4月 - 西芝テクノ株式会社（旧・連結子会社）を設立。
- 1992年（平成4年）4月 - 東北営業所開設。
- 1996年（平成8年）10月 - 西芝ベトナム社（現・連結子会社）を設立。
- 2008年（平成20年）3月 - 東北支店を廃止し、東京支社に統合。
- 2010年（平成22年）4月 - 西芝エンジニアリング株式会社が西芝サテック株式会社及び西芝テクノ株式会社を吸収合併。
- 2012年（平成24年）4月 - 中部支店を廃止し、関西支社に統合
- 2015年（平成27年）12月 - 大型回転機工場竣工
- 2017年（平成29年）7月 - 東芝の社会インフラ事業が東芝インフラシステムズ株式会社に移管されたため、親会社が同社に異動。
- 2019年（令和元年）12月 - 東芝インフラシステムズによる株式公開買付けが成立[1]。
- 2020年（令和2年）
  - 2月27日 - 東京証券取引所市場第二部上場廃止。
  - 3月1日 - 株式売渡請求により、東芝インフラシステムズの完全子会社となる[2]。
- 2023年　(令和5年) 10月 - 子会社だった西芝エンジニアリングを吸収合併。

## グループ会社
- 西芝ベトナム社